# Воскресенское (Любимский район)
Воскресе́нское — село Любимского района Ярославской области.

## География
Расположено к северо-востоку от Любима, на правом берегу реки Обноры.

## История

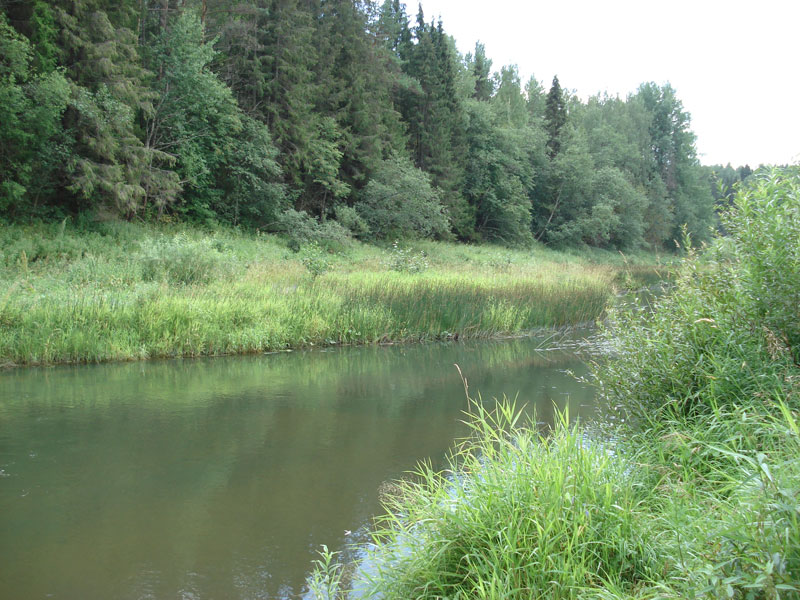
Река Обнора близ села Воскресенского

Воскресенское — одно из древнейших поселений Любимского района. Во второй половине XIV века преподобный Сильвестр Обнорский, ученик Сергия Радонежского, основал на этом месте Воскресенский монастырь. В 1764 году монастырь был преобразован в приход, в 1825 году на его месте был выстроен каменный Воскресенский храм, сохранившийся до наших дней. Сохранились также источник, по преданию, ископанный Сильвестром, и заповедная роща поблизости от храма.
Уроженец села — архиепископ Сильвестр Братановский (1871—1932).
В 1913 году в Воскресенском останавливался для отдыха архиепископ Ярославский и Ростовский Тихон (Беллавин), впоследствии — Патриарх Московский и всея Руси.

## Известные Уроженцы
Уроженец села — архиепископ Сильвестр Братановский (1871—1932).

## Население
| 1859 | 1914 | 2002 | 2007 | 2010 |
| ---- | ---- | ---- | ---- | ---- |
| 10   | ↗15  | ↗41  | ↘36  | ↗37  |

## Достопримечательности
В селе расположена действующая Церковь Воскресения Христова (1825).